# Phare de Marhällan
Le phare de Marhällan (en suédois : Marhällans fyr ; en finnois : Marhällanin majakka) est un phare en mer situé près le l'île de Kobba Klintar (sv) à environ 6 km au sud-ouest de la municipalité de Mariehamn, en région d'Åland (Finlande).

## Histoire
Le phare a été construit en 1938 sur un îlot, devant l'île de Kobba Klintar. À l'origine il était entièrement de couleur noire. Le phare a été construit après un certain nombre de naufrages à proximité. Une station de pilotes est présente sur l'île.

## Description
Le phare est une tour cylindrique en maçonnerie de 12 mètres de haut, avec une  galerie et petite lanterne métallique. L'édifice est peint en rouge avec des bandes noires. Il émet, à une hauteur focale de 14 mètres, trois éclats brefs blanc, rouge et vert selon différents secteurs toutes les 6 secondes. Sa portée nominale est de 9 milles nautiques (environ 16 km).
Identifiant : ARLHS : ALA-013 - Amirauté : C4490 - NGA : 16760 .

## Caractéristique dufeu maritime
Fréquence : 6 secondes (3 fois WRG)
- Lumière : 0.5 secondes
- Obscurité : 0.5 seconde

|              |
| Îles d'Åland |

|                                      |
| Kobba klintar avec Marhällan au fond |

|                        |
| Kobba klintar en hiver |

### Lien connexe
- Liste des phares de Finlande